# Hamburg European Open 2022
L'Hamburg European Open 2022, precedentemente noto come German Open, è stato un torneo di tennis giocato sulla terra rossa. È stata la 116ª edizione dell'evento, facente parte dell'ATP Tour 500 nell'ambito dell'ATP Tour 2022, mentre per il femminile è la seconda edizione dell'evento facente parte del WTA Tour 250 nell'ambito del WTA Tour 2022. Si è giocato all'Am Rothenbaum di Amburgo in Germania dal 18 al 24 luglio.

## Partecipanti al singolare ATP
| Nazione     | Giocatore               | Ranking | Testa di serie* |
| ----------- | ----------------------- | ------- | --------------- |
| Spagna      | Carlos Alcaraz          | 6       | 1               |
|             | Andrej Rublëv           | 8       | 2               |
| Argentina   | Diego Schwartzman       | 14      | 3               |
| Spagna      | Pablo Carreño Busta     | 18      | 4               |
| Paesi Bassi | Botic van de Zandschulp | 24      | 5               |
| Georgia     | Nikoloz Basilašvili     | 25      | 6               |
|             | Karen Chačanov          | 25      | 7               |
| Danimarca   | Holger Rune             | 28      | 8               |

* Ranking all'11 luglio 2022.

### Altri partecipanti
I seguenti giocatori hanno ottenuto una wild card per il tabellone principale:
- Nicola Kuhn
- Max Hans Rehberg
- Jan-Lennard Struff

I seguenti giocatori sono entrati nel tabellone principale con il ranking protetto:
- Aljaž Bedene
- Borna Ćorić

I seguenti giocatori sono passati dalle qualificazioni:

- Daniel Elahi Galán
- Jozef Kovalík
- Luca Nardi
- Marko Topo

Il seguente giocatore è entrato in tabellone come lucky loser:
- Ričardas Berankis

### Ritiri
Prima del torneo
- Aleksandr Bublik → sostituito da  Ričardas Berankis
- Márton Fucsovics → sostituito da  Lorenzo Musetti
- Gaël Monfils → sostituito da  Fabio Fognini
- Oscar Otte → sostituito da  Federico Coria
- Jannik Sinner → sostituito da  Daniel Altmaier

## Partecipanti al doppio ATP

### Teste di serie
| Nazione     | Giocatore         | Nazione       | Giocatore        | Ranking* | Testa di serie |
| ----------- | ----------------- | ------------- | ---------------- | -------- | -------------- |
| Spagna      | Marcel Granollers | Argentina     | Horacio Zeballos | 7        | 1              |
| Paesi Bassi | Wesley Koolhof    | Regno Unito   | Neal Skupski     | 11       | 2              |
| Germania    | Tim Pütz          | Nuova Zelanda | Michael Venus    | 21       | 3              |
| India       | Rohan Bopanna     | Paesi Bassi   | Matwé Middelkoop | 45       | 4              |

* Ranking all'11 luglio 2022.

### Altri partecipanti
Le seguenti coppie di giocatori hanno ottenuto una wild card per il tabellone principale:
- Daniel Altmaier /  Jan-Lennard Struff
- Dustin Brown /  Tobias Kamke

La seguente coppia di giocatori è entrata in tabellone passando dalle qualificazioni: 
- Ivan Sabanov /  Matej Sabanov

La seguente coppia di giocatori è entrata in tabellone come lucky loser:
- Sander Arends /  David Pel

### Ritiri
- Ivan Dodig /  Austin Krajicek → da  Nicolás Barrientos /  Miguel Ángel Reyes Varela
- Tallon Griekspoor /  Botic van de Zandschulp → sostituiti da  Sander Arends /  David Pel
- Nikola Mektić /  Mate Pavić → sostituiti da  Nikola Ćaćić /  Dušan Lajović

## Partecipanti al singolare WTA
| Nazione   | Giocatrice           | Ranking | Testa di serie* |
| --------- | -------------------- | ------- | --------------- |
| Estonia   | Anett Kontaveit      | 2       | 1               |
|           | Dar'ja Kasatkina     | 12      | 2               |
| Rep. Ceca | Barbora Krejčíková   | 17      | 3               |
|           | Aljaksandra Sasnovič | 36      | 4               |
| Slovenia  | Tamara Zidanšek      | 55      | 5               |
|           | Varvara Gračëva      | 60      | 6               |
| Belgio    | Maryna Zanevs'ka     | 62      | 7               |
| Germania  | Andrea Petković      | 70      | 8               |
| Romania   | Elena-Gabriela Ruse  | 72      | 9               |

* Ranking al 11 luglio 2022.

### Altri partecipanti
Le seguenti giocatrici hanno ottenuto una wild card per il tabellone principale:
- Anett Kontaveit
- Eva Lys
- Nastasja Schunk

Le seguenti giocatrici sono passati dalle qualificazioni:

- Alexandra Cadanțu-Ignatik
- María Carlé
- Nao Hibino
- Sabine Lisicki
- Oksana Selechmet'eva
- Joanne Züger

Le seguenti giocatrici sono entrate nel tabellone principale come lucky loser:
- Kateryna Baindl
- Suzan Lamens

### Ritiri
Prima del torneo
- Danielle Collins → sostituita da  Irina Bara
- Dalma Gálfi → sostituita da  Suzan Lamens
- Anhelina Kalinina → sostituita da  Bernarda Pera
- Marta Kostjuk → sostituita da  Misaki Doi
- Elena Rybakina → sostituita da  Laura Pigossi
- Clara Tauson → sostituita da  Aleksandra Krunić
- Tamara Zidanšek → sostituita da  Kateryna Baindl
- Zheng Qinwen → sostituita da  Tamara Korpatsch

## Partecipanti al doppio WTA
| Nazione  | Giocatrice        | Nazione   | Giocatrice        | Ranking* | Testa di serie |
| -------- | ----------------- | --------- | ----------------- | -------- | -------------- |
| Romania  | Irina Bara        | Romania   | Monica Niculescu  | 98       | 1              |
| Serbia   | Aleksandra Krunić | Polonia   | Katarzyna Piter   | 120      | 2              |
| Giappone | Miyu Katō         | Indonesia | Aldila Sutjiadi   | 150      | 3              |
| Cina     | Han Xinyun        |           | Aleksandra Panova | 155      | 4              |

* Ranking al 11 luglio 2022.

### Altri partecipanti
Le seguenti giocatrici hanno ottenuto una wild card per il tabellone principale:
- Anna Klasen /  Tamara Korpatsch
- Nastasja Schunk /  Ella Seidel

Le seguente coppia è entrata in tabellone usando il ranking protetto:
- Julia Lohoff /  Laura Ioana Paar

Le seguente coppia è subentrata in tabellone come alternate:
- María Carlé /  Laura Pigossi

### Ritiri
Prima del torneo
- Aleksandra Krunić /  Katarzyna Piter → sostituite da  María Carlé /  Laura Pigossi

## Campioni

### Singolare maschile
Lorenzo Musetti ha sconfitto in finale  Carlos Alcaraz con il punteggio di 6–4, 6(6)–7, 6–4.
- È il primo titolo in carriera per Musetti.

### Singolare femminile
Bernarda Pera ha sconfitto in finale  Anett Kontaveit con il punteggio di 6–2, 6–4.
- È il secondo titolo stagionale e della carriera per la Pera, il secondo di fila.

### Doppio maschile
Lloyd Glasspool /  Harri Heliövaara hanno sconfitto in finale  Rohan Bopanna /  Matwé Middelkoop con il punteggio di 6–2, 6–4.

### Doppio femminile
Sophie Chang /  Angela Kulikov hanno sconfitto in finale  Miyu Katō /  Aldila Sutjiadi con il punteggio di 6–3, 4–6, [10–6].